# Night Time
Night Time è il quinto album in studio del gruppo musicale post-punk inglese Killing Joke, pubblicato nel 1985.

## Tracce
Side 1
1. Night Time – 4:58
2. Darkness Before Dawn – 5:22
3. Love Like Blood – 6:50
4. Kings and Queens – 4:41

Side 2
1. Tabazan – 4:36
2. Multitudes – 4:59
3. Europe – 4:38
4. Eighties – 3:51

## Formazione
- Jaz Coleman - voce, sintetizzatore, tastiere, batteria
- Kevin "Geordie" Walker - chitarra
- Paul Raven - basso
- Paul Ferguson - batteria, cori

## Classifiche
| Classifica (1985) | Posizione raggiunta |
| ----------------- | ------------------- |
| Regno Unito       | 11                  |